# Condado de Granite
O Condado de Granite é um dos 56 condados do estado norte-americano de Montana. A sede de condado é Philipsburg, que é também a sua maior cidade. O condado tem uma área de 4488 km² (dos quais 16 km² estão cobertos por água), uma população de 2830 habitantes, e uma densidade populacional de 0,63 hab/km² (segundo o censo nacional de 2000). O condado foi fundado em 1893 e o seu nome provém do Pico Granite (Granite Peak), a montanha mais alta do Montana, onde também se situa uma mina de prata com o mesmo nome de "Granite".